# Чемпіонат світу з футболу 1998 (кваліфікаційний раунд)
У кваліфікаційному раунді чемпіонату світу з футболу 1998 року 174 збірні змагалася за 30 місць у фінальній частині футбольної світової першості. Ще дві команди, господарі турніру Франція та діючий чемпіон світу збірна Бразилі кваліфікувалися автоматично, без участі у відбірковому раунді.

## Учасники

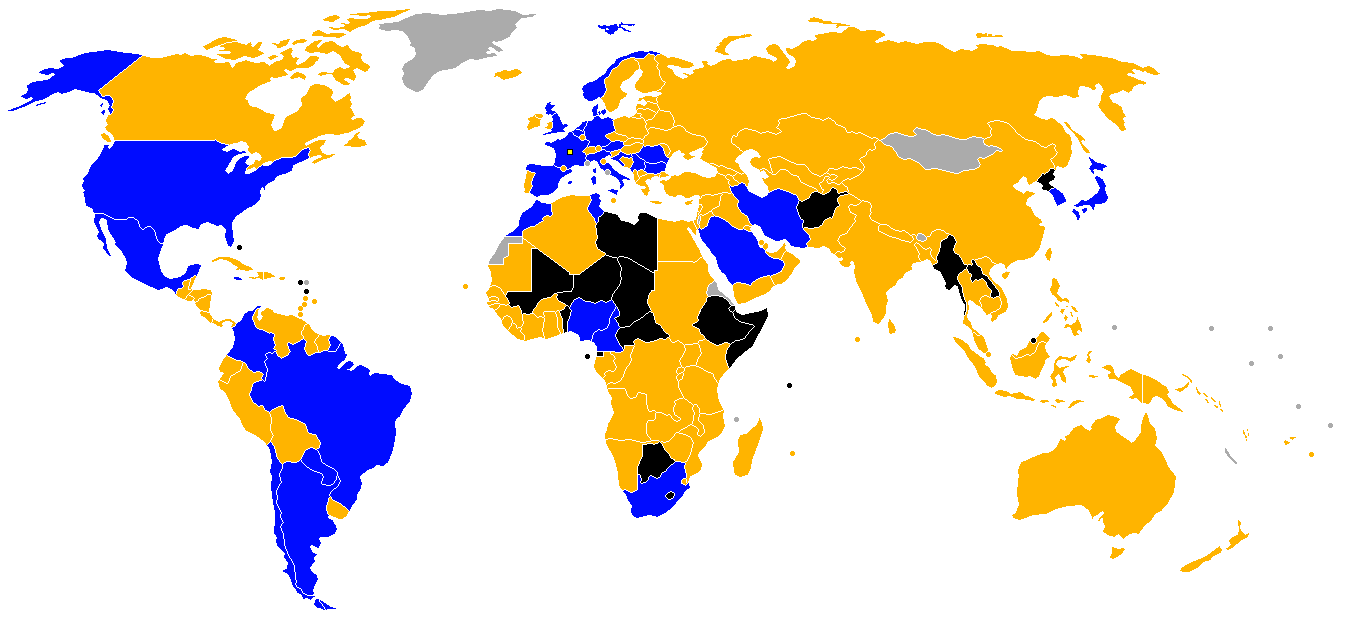
Країни, збірні яких кваліфікувалися на чемпіонат світу
Країни, чиї збірні не кваліфікувалися
Країни, чиї збірні не брали участі у відборі
Країни, що не входили до ФІФА

| Команда           | Метод кваліфікації                | Дата кваліфікації | Участей у чемпіонатах світу | Остання участь | Участей поспіль | Найкраще досягнення                                      | Рейтинг ФІФА на 20 травня 1998 |
| ----------------- | --------------------------------- | ----------------- | --------------------------- | -------------- | --------------- | -------------------------------------------------------- | ------------------------------ |
| Франція           | Господарі                         | 2 липня 1992      | 10-та                       | 1986           | 1               | Третє місце (1958, 1986)                                 | 18                             |
| Бразилія          | Діючі чемпіони                    | 17 липня 1994     | 16-та                       | 1994           | 16              | чемпіони (1958, 1962, 1970, 1994)                        | 1                              |
| Нігерія           | Переможець Групи 1 відбору КАФ    | 7 червня 1997     | 2-га                        | 1994           | 2               | 1/8 фіналу (1994)                                        | 74                             |
| Туніс             | Переможець Групи 2 відбору КАФ    | 8 червня 1997     | 2-га                        | 1978           | 1               | Групова стадія (1978)                                    | 21                             |
| Марокко           | Переможець Групи 5 відбору КАФ    | 8 червня 1997     | 4-та                        | 1994           | 2               | 1/8 фіналу (1986)                                        | 13                             |
| ПАР               | Переможець Групи 3 відбору КАФ    | 16 серпня 1997    | 1-ша                        | —              | 1               | —                                                        | 24                             |
| Камерун           | Переможець Групи 4 відбору КАФ    | 17 серпня 1997    | 4-та                        | 1994           | 3               | Чвертьфінали (1990)                                      | 49                             |
| Румунія           | Переможець Групи 8 відбору УЄФА   | 18 серпня 1997    | 7-ма                        | 1994           | 3               | Чвертьфінали (1994)                                      | 22                             |
| Норвегія          | Переможець Групи 3 відбору УЄФА   | 6 вересня 1997    | 3-тя                        | 1994           | 2               | Перший раунд (1938, 1994)                                | 7                              |
| Болгарія          | Переможець Групи 5 відбору УЄФА   | 10 вересня 1997   | 7-ма                        | 1994           | 2               | Четверте місце (1994)                                    | 35                             |
| Аргентина         | Переможець відбору КОНМЕБОЛ       | 10 вересня 1997   | 12-та                       | 1994           | 7               | Чемпіони (1978, 1986)                                    | 6                              |
| Колумбія          | Третє місце відбору КОНМЕБОЛ      | 10 вересня 1997   | 4-та                        | 1994           | 3               | 1/8 фіналу (1990)                                        | 10                             |
| Парагвай          | Друге місце відбору КОНМЕБОЛ      | 10 вересня 1997   | 5-та                        | 1986           | 1               | 1/8 фіналу (1986)                                        | 29                             |
| Данія             | Переможець Групи 1 відбору УЄФА   | 11 жовтня 1997    | 2-га                        | 1986           | 1               | 1/8 фіналу (1986)                                        | 27                             |
| Англія            | Переможець Групи 2 відбору УЄФА   | 11 жовтня 1997    | 10-та                       | 1990           | 1               | Чемпіони (1966)                                          | 5                              |
| Австрія           | Переможець Групи 4 відбору УЄФА   | 11 жовтня 1997    | 7-ма                        | 1990           | 1               | Третє місце (1954)                                       | 31                             |
| Іспанія           | Переможець Групи 6 відбору УЄФА   | 11 жовтня 1997    | 10-та                       | 1994           | 6               | Четверте місце (1950)                                    | 15                             |
| Нідерланди        | Переможець Групи 7 відбору УЄФА   | 11 жовтня 1997    | 7-ма                        | 1994           | 3               | Друге місце (1974, 1978)                                 | 25                             |
| Німеччина         | Переможець Групи 9 відбору УЄФА   | 11 жовтня 1997    | 14-та                       | 1994           | 12              | Чемпіони (1954, 1974, 1990)                              | 2                              |
| Шотландія         | Найкраще друге місце відбору УЄФА | 11 жовтня 1997    | 8-ма                        | 1990           | 1               | Груповий етап (1954, 1958, 1974, 1978, 1982, 1986, 1990) | 41                             |
| Мексика           | Переможець відбору КОНКАКАФ       | 12 жовтня 1997    | 11-та                       | 1994           | 2               | Чвертьфінали (1970, 1986)                                | 4                              |
| Південна Корея    | Переможець Групи B відбору АФК    | 18 жовтня 1997    | 5-та                        | 1994           | 4               | Груповий етап (1954, 1986, 1990, 1994)                   | 20                             |
| США               | Друге місце відбору КОНКАКАФ      | 9 листопада 1997  | 6-та                        | 1994           | 3               | Третє місце (1930)                                       | 11                             |
| Саудівська Аравія | Переможець Групи A відбору АФК    | 12 листопада 1997 | 2-га                        | 1994           | 2               | 1/8 фіналу (1994)                                        | 34                             |
| Хорватія          | Переможець плей-оф УЄФА           | 15 листопада 1997 | 1-ша                        | —              | 1               | —                                                        | 19                             |
| Італія            | Переможець плей-оф УЄФА           | 15 листопада 1997 | 14-та                       | 1994           | 10              | Чемпіони (1934, 1938, 1982)                              | 14                             |
| Бельгія           | Переможець плей-оф УЄФА           | 15 листопада 1997 | 10-та                       | 1994           | 5               | Четверте місце (1986)                                    | 36                             |
| Югославія         | Переможець плей-оф УЄФА           | 15 листопада 1997 | 9-та                        | 1990           | 1               | Четверте місце (1930, 1962)                              | 8                              |
| Японія            | Переможець плей-оф відбору АФК    | 16 листопада 1997 | 1-ша                        | —              | 1               | —                                                        | 12                             |
| Ямайка            | Третє місце відбору КОНКАКАФ      | 16 листопада 1997 | 1-ша                        | —              | 1               | —                                                        | 30                             |
| Чилі              | Черверте місце відбору КОНМЕБОЛ   | 16 листопада 1997 | 7-ма                        | 1982           | 1               | Третє місце (1962)                                       | 9                              |
| Іран              | Переможець плей-оф АФК — ОФК      | 29 листопада 1997 | 2-га                        | 1978           | 1               | Груповий етап (1978)                                     | 42                             |

## Процес відбору
Кваліфікаційний раунд відбувався у вигляді окремих турнірів, що проводилися континентальними конфедераціями, кожна з яких мала власну квоту представництва на мундіалі 1998 року.
- АФК (Азія): 3 гарантовані місця + 1 місце у міжконтинентальному плей-оф
- КАФ (Африка): 5 places
- КОНКАКАФ (Північна Америка): 3 місця
- КОНМЕБОЛ (Південна Америка): 4 місця (+ чинні чемпіони, Бразилія)
- ОФК (Океанія): 1 місце у міжконтинентальному плей-оф
- УЄФА (Європа): 14 місць (+ команда-господар, Франція)

## Кваліфікаційні турніри

### АФК
Загалом участь у відбірковому турнірі АФК взяли 36 команд.
Змагання відбувалося у три раунди:
- Перший раунд: 36 команд булі розподілені між 10 групами з 3 або 4 команд у кожній. До фінального раунду виходили переможці кожної групи.
- Фінальний раунд: 10 команд-учасниць були розділені на 2 групи з 5 команд. Переможці кожної із груп напряму кваліфікувалися до фінальної частини чемпіонату світу, а команди, що посіли другі місця, ставали учасниками раунду плей-оф.
- Плей-оф: дві команди-учасниці проводили одну гру на нейтральному полі. Переможець напряму виходив до фінальної частини світової першості, а команда, що програла, ставала учасником міжконтинентальному плей-оф АФК — ОФК.

| Легенда | Легенда                            |
| ------- | ---------------------------------- |
|         | Переможці груп виходили до ЧС-1998 |
|         | Другі місця виходили до Плей-оф    |

#### Фінальний раунд
| Команда           | І | О  |
| ----------------- | - | -- |
| Саудівська Аравія | 8 | 14 |
| Іран              | 8 | 12 |
| КНР               | 8 | 11 |
| Катар             | 8 | 10 |
| Кувейт            | 8 | 8  |

| Команда        | І | О  |
| -------------- | - | -- |
| Південна Корея | 8 | 19 |
| Японія         | 8 | 13 |
| ОАЕ            | 8 | 9  |
| Узбекистан     | 8 | 6  |
| Казахстан      | 8 | 6  |

#### Плей-оф за третє місце
| Команда 1 | Рахунок    | Команда 2 |
| --------- | ---------- | --------- |
| Іран      | 2–3 (д.ч.) | Японія    |

### КАФ
Заявки на участь у турнірі подали 38 африканських футбольних федерацій. Однак Федерація футболу Малі і Нігерська федерація футболу відкликали свої заявки ще до проведення жеребкування, тож участь у кваліфікаційному турнірі взяли 36 футбольних збірних Африки.
Змагання відбувалося у два раунди:
- Перший раунд: збірні Камеруну, Нігерії, Марокко та Єгипту, чотири команди, що мали найвищі рейтинги ФІФА, розпочинали змагання відразу з Фінального раунду. Решта 32 команди-учасниці відбору були розбиті на 16 пар, у кожній із яких проводилися по дві гри, одній удома і одній у гостях. Переможці кожної із пар виходили до Фінального раунду.
- Фінальний раунд: 20 команд були розділені на п'ять груп по чотири у кожній. У кожній групі змагання відбувалися за круговою системою. Переможцями кваліфікаційного раунду ставали переможці кожної із груп.

| Легенда                            |
| ---------------------------------- |
| Переможці груп виходили до ЧС-1998 |

#### Фінальний раунд
| Команда      | І | О  |
| ------------ | - | -- |
| Нігерія      | 6 | 13 |
| Гвінея       | 6 | 12 |
| Кенія        | 6 | 10 |
| Буркіна-Фасо | 6 | 0  |

| Команда | І | О  |
| ------- | - | -- |
| Туніс   | 6 | 16 |
| Єгипет  | 6 | 10 |
| Ліберія | 6 | 4  |
| Намібія | 6 | 4  |

| Команда          | І | О  |
| ---------------- | - | -- |
| ПАР              | 6 | 13 |
| Республіка Конго | 6 | 10 |
| Замбія           | 6 | 8  |
| ДР Конго         | 6 | 2  |

| Команда  | І | О  |
| -------- | - | -- |
| Камерун  | 6 | 14 |
| Ангола   | 6 | 10 |
| Зімбабве | 6 | 4  |
| Того     | 6 | 4  |

| Команда      | І | О  |
| ------------ | - | -- |
| Марокко      | 6 | 16 |
| Сьєрра-Леоне | 5 | 7  |
| Гана         | 6 | 6  |
| Габон        | 5 | 1  |

### КОНКАКАФ

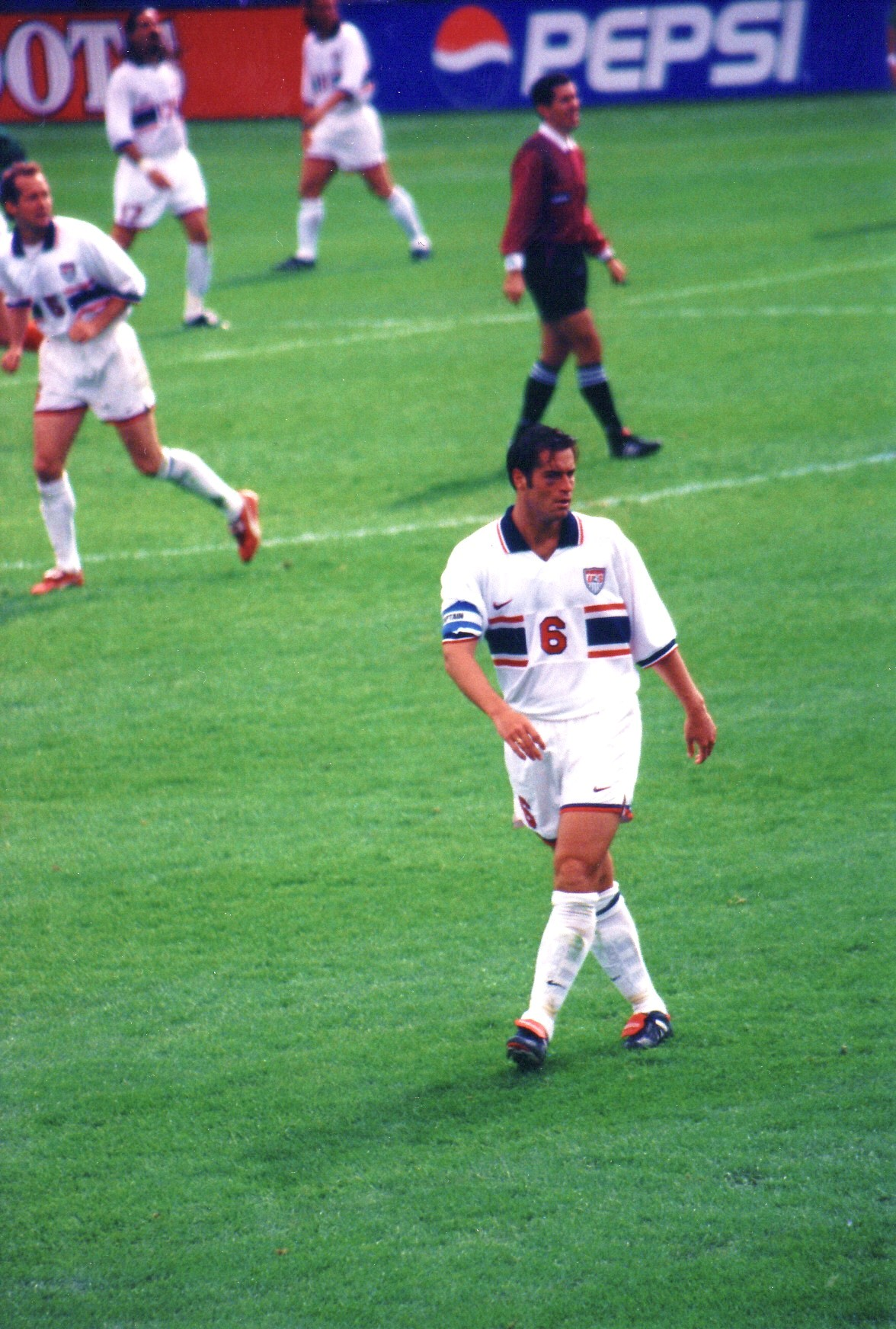
Джон Гаркс (США) у грі четвертого раунду відбору проти Мексики 20 квітня 1997 року

На етапі жеребкування турніру участь у ньому приймали 30 команд конфедерації КОНКАКАФ. Шість команд із найвищим на той час рейтингом ФІФА (Мексика, США, Коста-Рика, Гондурас, Сальвадор та Канада) починали змагання з передостаннього, Третього раунду відбору. Решту 24 команди було розділено на дві зони за географічною ознакою — Карибську (4 місця у Третьому раунді) та Центральноамериканську (2 місця у Третьому раунді).
- Карибська Зона: змагання починалися з Попереднього раунду, в якому вісім найслабших команд були розбиті на чотири пари, в яких визначалися чотири команди, які приєднувалися до решти 12 збірних Зони у Першому раунді. Перший раунд по суті відбувався у форматі 1/8 фіналу, а Другий раунд — у форматі чвертьфіналу, за результатами якого визначалися 4 збірні-учасниці Третього раунду.
- Центральноамериканська Зона: чотири збірні були розбиті на дві пари, у кожній із яких команди-учасниці проводили між собою по дві гри, одній вдома і одній у гостях. Переможці кожної із пар виходили до Третього раунду.

У Третьому раунді 12 збірних-учасниць були розбиті на 3 групи по чотири команди. У кожній групі усі учасники проводили між собою по дві гри, одній вдома і одній у гостях. По дві найкращі команди із кожної з груп виходили до Фінального раунду.
Фінальний раунд проходив у форматі єдиної групи, у якій усі шість команд-учасниць грали між собою по дві гри. Команди, що посіли місця з першого по третє, виходили до фінальної частини чемпіонату світу 1998.
| Легенда                            |
| ---------------------------------- |
| Переможці груп виходили до ЧС-1998 |

#### Четвертий раунд
| Команда    | І  | О  |
| ---------- | -- | -- |
| Мексика    | 10 | 18 |
| США        | 10 | 17 |
| Ямайка     | 10 | 14 |
| Коста-Рика | 10 | 12 |
| Сальвадор  | 10 | 10 |
| Канада     | 10 | 6  |

### КОНМЕБОЛ
Дев'ять команд конфедерації КОНМЕБОЛ змагалися за чотири прямі путівки до фінальної частини чемпіонату світу з футболу 1998. Десята команда конфедерації, збірна Бразилії, автоматично отримала місце у фінальній частині світової першості як діючий чемпіон світу.
Уперше в історії відборів КОНМЕБОЛ змагання проходило у форматі єдиної групи, тобто усі учасники турніру грали між собою по дві гри, одній вдома і одній у гостях.
| Легенда                            |
| ---------------------------------- |
| Переможці груп виходили до ЧС-1998 |

#### Турнірне становище
| Команда   | І  | О  |
| --------- | -- | -- |
| Аргентина | 16 | 30 |
| Парагвай  | 16 | 29 |
| Колумбія  | 16 | 28 |
| Чилі      | 16 | 25 |
| Перу      | 16 | 25 |
| Еквадор   | 16 | 21 |
| Уругвай   | 16 | 21 |
| Болівія   | 16 | 17 |
| Венесуела | 16 | 3  |

### ОФК
Десять футбольних збірних країн Океанії (зона ОФК) змагалися за можливість виходу до фінальної частини світової футбольної першості 1998 року. Фактично для представників Океанії у фінальній частині чемпіонату світу було надано половину путівки, тобто переможець відбору ОФК згодом мав подолати ще   раунд плей-оф і міг пробитися на чемпіонат лише здолавши представника азійської АФК.
Турнір проходив у три етапи. 
- Перший раунд: чотири найкращі за рейтингом ФІФА на той час команди регіону (Австралія, Нова Зеландія, Фіджі та Таїті) починали боротьбу з другого раунду. Решту шість команд-учасниць відбору було розділено на дві групи (по три команди у кожній) за географічною ознакою — на Меланезійську Групу та Полінезійську Групу. Учасники кожної із груп проводили між собою по одній грі за круговою системою. Переможець Меланезійської групи виходив напряму до Другого раунду, а переможець Полінезійської групи ще мав позмагатися за це право у плей-оф проти команди, що посіла друге місце у Меланезійській групі.
- Другий раунд: Шість команд-учасниць раунду було розділено на дві групи по три команди у кожній. Учасники кожної із груп проводили між собою по дві грі за круговою системою. Переможці кожної із груп виходили до фінального раунду.
- Фінальний раунд: Переможці своїх груп у Другому раунді грали між собою дві гри, по одній удома та в гостях. Переможець за сумою двох ігор виходив до міжконтинентального плей-оф.

#### Фінальний раунд
| Команда 1     | Заг. | Команда 2 | 1-й матч | 2-й матч |
| ------------- | ---- | --------- | -------- | -------- |
| Нова Зеландія | 0–5  | Австралія | 0–3      | 0–2      |

### УЄФА
50 країн УЄФА подали заявки на участь у чемпіонаті світу з футболу 1998 року. Європейська континентальна зона отримала 15 (з 32) путівок на фінальний турнір. Збірна Франції як господар чемпіонату отримала путівку автоматично, інші 14 місць були розіграні у відбірковому турнірі між 49 командами.
49 збірні були розподілені на 9 груп — чотири групи по 6 команд і п'ять груп по 5 команд. Команди грали кожна з кожною вдома і в гостях. Переможці груп отримували путівки. Команди, які зайняли  другі місця в групах, порівнювалися по результатам зустрічей з командами, які зайняли 1-е, 3-є та 4-е місця в групах. Найкраща з цих команд також отримувала путівку. Інші брали участь в стикових матчах УЄФА.
У стикових матчах УЄФА 8 команд розподілялися на пари, в кожній з яких визначався один володар путівки за підсумками двох матчів матчах (вдома і в гостях).
| Легенда                                                       |
| ------------------------------------------------------------- |
| Переможці груп (і найкраще друге місце) виходили до ЧС-1998   |
| Решта команд, що посіли другі місця, виходили у Стикові матчі |

#### Груповий раунд
| М | Команда              | О  | І | В | Н | П | МЗ | МП | РМ  |
| - | -------------------- | -- | - | - | - | - | -- | -- | --- |
| 1 | Данія                | 17 | 8 | 5 | 2 | 1 | 14 | 6  | 8   |
| 2 | Хорватія             | 15 | 8 | 4 | 3 | 1 | 17 | 12 | 5   |
| 3 | Греція               | 14 | 8 | 4 | 2 | 2 | 11 | 4  | 7   |
| 4 | Боснія і Герцеговина | 9  | 8 | 3 | 0 | 5 | 9  | 14 | -5  |
| 5 | Словенія             | 1  | 8 | 0 | 1 | 7 | 5  | 20 | -15 |

| М | Команда | О  | І | В | Н | П | МЗ | МП | РМ  |
| - | ------- | -- | - | - | - | - | -- | -- | --- |
| 1 | Англія  | 19 | 8 | 6 | 1 | 1 | 15 | 2  | 13  |
| 2 | Італія  | 18 | 8 | 5 | 3 | 0 | 11 | 1  | 10  |
| 3 | Польща  | 10 | 8 | 3 | 1 | 4 | 10 | 12 | -2  |
| 4 | Грузія  | 10 | 8 | 3 | 1 | 4 | 7  | 9  | -2  |
| 5 | Молдова | 0  | 8 | 0 | 0 | 8 | 2  | 21 | -19 |

| М | Команда     | О  | І | В | Н | П | МЗ | МП | РМ  |
| - | ----------- | -- | - | - | - | - | -- | -- | --- |
| 1 | Норвегія    | 20 | 8 | 6 | 2 | 0 | 21 | 2  | 19  |
| 2 | Угорщина    | 12 | 8 | 3 | 3 | 2 | 10 | 8  | 2   |
| 3 | Фінляндія   | 11 | 8 | 3 | 2 | 3 | 11 | 12 | -1  |
| 4 | Швейцарія   | 10 | 8 | 3 | 1 | 4 | 11 | 12 | -1  |
| 5 | Азербайджан | 3  | 8 | 1 | 0 | 7 | 3  | 22 | -19 |

| М | Команда   | О  | І  | В | Н | П | МЗ | МП | РМ  |
| - | --------- | -- | -- | - | - | - | -- | -- | --- |
| 1 | Австрія   | 25 | 10 | 8 | 1 | 1 | 17 | 4  | 13  |
| 2 | Шотландія | 23 | 10 | 7 | 2 | 1 | 15 | 3  | 12  |
| 3 | Швеція    | 21 | 10 | 7 | 0 | 3 | 16 | 9  | 7   |
| 4 | Латвія    | 10 | 10 | 3 | 1 | 6 | 10 | 14 | -4  |
| 5 | Естонія   | 4  | 10 | 1 | 1 | 8 | 4  | 16 | -12 |
| 6 | Білорусь  | 4  | 10 | 1 | 1 | 8 | 5  | 21 | -16 |

| М | Команда    | О  | І | В | Н | П | МЗ | МП | РМ  |
| - | ---------- | -- | - | - | - | - | -- | -- | --- |
| 1 | Болгарія   | 18 | 8 | 6 | 0 | 2 | 18 | 9  | 9   |
| 2 | Росія      | 17 | 8 | 5 | 2 | 1 | 19 | 5  | 14  |
| 3 | Ізраїль    | 13 | 8 | 4 | 1 | 3 | 9  | 7  | 2   |
| 4 | Кіпр       | 10 | 8 | 3 | 1 | 4 | 10 | 15 | -5  |
| 5 | Люксембург | 0  | 8 | 0 | 0 | 8 | 2  | 22 | -20 |

| М | Команда           | О  | І  | В | Н | П  | МЗ | МП | РМ  |
| - | ----------------- | -- | -- | - | - | -- | -- | -- | --- |
| 1 | Іспанія           | 26 | 10 | 8 | 2 | 0  | 26 | 6  | 20  |
| 2 | Югославія         | 23 | 10 | 7 | 2 | 1  | 29 | 7  | 22  |
| 3 | Чехія             | 16 | 10 | 5 | 1 | 4  | 16 | 6  | 10  |
| 4 | Словаччина        | 16 | 10 | 5 | 1 | 4  | 18 | 14 | 4   |
| 5 | Фарерські острови | 6  | 10 | 2 | 0 | 8  | 10 | 31 | -21 |
| 6 | Мальта            | 0  | 10 | 0 | 0 | 10 | 2  | 37 | -35 |

| М | Команда    | О  | І | В | Н | П | МЗ | МП | РМ  |
| - | ---------- | -- | - | - | - | - | -- | -- | --- |
| 1 | Нідерланди | 19 | 8 | 6 | 1 | 1 | 26 | 4  | 22  |
| 2 | Бельгія    | 18 | 8 | 6 | 0 | 2 | 20 | 11 | 9   |
| 3 | Туреччина  | 14 | 8 | 4 | 2 | 2 | 21 | 9  | 12  |
| 4 | Уельс      | 7  | 8 | 2 | 1 | 5 | 20 | 21 | -1  |
| 5 | Сан-Марино | 0  | 8 | 0 | 0 | 8 | 0  | 42 | -42 |

| М | Команда            | О  | І  | В | Н | П  | МЗ | МП | РМ  |
| - | ------------------ | -- | -- | - | - | -- | -- | -- | --- |
| 1 | Румунія            | 28 | 10 | 9 | 1 | 0  | 37 | 4  | 33  |
| 2 | Ірландія           | 18 | 10 | 5 | 3 | 2  | 22 | 8  | 14  |
| 3 | Литва              | 17 | 10 | 5 | 2 | 3  | 11 | 8  | 3   |
| 4 | Північна Македонія | 13 | 10 | 4 | 1 | 5  | 22 | 18 | 4   |
| 5 | Ісландія           | 9  | 10 | 2 | 3 | 5  | 11 | 16 | -5  |
| 6 | Ліхтенштейн        | 0  | 10 | 0 | 0 | 10 | 3  | 52 | -49 |

| М | Команда           | О  | І  | В | Н | П | МЗ | МП | РМ  |
| - | ----------------- | -- | -- | - | - | - | -- | -- | --- |
| 1 | Німеччина         | 22 | 10 | 6 | 4 | 0 | 23 | 9  | 14  |
| 2 | Україна           | 20 | 10 | 6 | 2 | 2 | 10 | 6  | 4   |
| 3 | Португалія        | 19 | 10 | 5 | 4 | 1 | 12 | 4  | 8   |
| 4 | Вірменія          | 8  | 10 | 1 | 5 | 4 | 8  | 17 | -9  |
| 5 | Північна Ірландія | 7  | 10 | 1 | 4 | 5 | 6  | 10 | -4  |
| 6 | Албанія           | 4  | 10 | 1 | 1 | 8 | 7  | 20 | -13 |

#### Стикові матчі
| Команда 1 | Заг. | Команда 2 | 1-й матч | 2-й матч |
| --------- | ---- | --------- | -------- | -------- |
| Хорватія  | 3–1  | Україна   | 2–0      | 1–1      |
| Росія     | 1–2  | Італія    | 1–1      | 0–1      |
| Ірландія  | 2–3  | Бельгія   | 1–1      | 1–2      |
| Угорщина  | 1–12 | Югославія | 1–7      | 0–5      |

## Плей-оф АФК — ОФК
Переможець відбіркового турніру зони ОФК (збірна Австралії) і команда, що посіла четверте місце у відборі в зоні АФК (Іран), проводили між собою дві гри у форматі плей-оф. Переможець цього протистояння виходив до фінальної частини чемпіонату світу.
Ігри проходили 22 і 29 листопада 1997 у Тегерані та Мельбурні відповідно. Завдяки правилу виїзного гола переможцями плей-оф стали іранці.
| Команда 1 | Заг.    | Команда 2 | 1-й матч | 2-й матч |
| --------- | ------- | --------- | -------- | -------- |
| Іран      | (a) 3–3 | Австралія | 1–1      | 2–2      |

## Найкращі бомбардири
19 голів
- Карім Багері

14 голи
- Міура Кадзуйосі
- Предраг Міятович

12 голи
- Іван Саморано

11 голів
- Марсело Салас
- Карлос Ермосільйо

6 гооів
- Рауль Діас Арсе
- Алі Даеї
- Чхве Йон Су
- Саво Милошевич